# Ateista gondolkodók listája
Az alábbi felsorolásban inkább azon híres személyek szerepelnek, akik ateisták, azaz nem hisznek, vagy nem hittek Istenben, vagy istenekben és ennek nyíltan hangot is adtak a közvélemény előtt műveikben, levelezésükben, naplóikban stb.
Tekintve hogy az ateista szó értelme az idők során jelentésváltozásokon ment keresztül, itt csak az egyértelműen besorolható személyek kerültek a listára.
Nem minden esetben van egyetértés abban, hogy egy adott személy ateistának tekinthető-e és felsorolandó-e. Ezekben az esetekben ez megjegyzés formában megtalálható.

## Ateista aktivisták
- Richard Dawkins angol biológus, zoológus (1941–)
- Sam Harris amerikai filozófus, író (1967–)
- Carlo Tamagnone olasz filozófus, történész (1937–)
- Christopher Hitchens angol-amerikai újságíró (1949–2011)
- Daniel Dennett kognitív tudós, filozófus; kifejezetten vallásokkal foglalkozó könyve a Breaking the Spell (1942–2024)
- Ayaan Hirsi Ali holland emberjogi aktivista, volt parlamenti képviselő. (1969–)
- PZ Myers amerikai biológus, blogger (1957–)
- Michael Martin ateista filozófus (1932–2015)
- Susan Blackmore parapszichológus, memetikus (1951–)
- James Randi  amerikai bűvész, illuzionista. A nemzetközi szkeptikus mozgalom aktivistája. (1928–2020)
- Szalai Miklós (filozófus) filozófus, történész. A rendszerváltás utáni első jelentősebb ateista könyv szerzője (1964–)
- Woody Allen, rendező, színész, író, több ismert ateista aforizma szerzője (1935–)

## Filozófusok
- Paul Henri Thiry d’Holbach (Holbach báró) (1723–1789) német–francia filozófus, enciklopédista, egyike a legkorábbi kifejezett, radikális ateistáknak, aki ezt nyíltan felvállalta.
- Albert Camus (1913–1960) francia filozófus és Nobel-díjas író (1957), az egzisztencializmus kiemelkedő alakja. Műveiben fontos téma az isten nélküli világban való élet.
- Denis Diderot (1713–1784) francia filozófus, az első enciklopédia szerzője és szerkesztője. Sok esetben deistának mondják.
- David Hume (1711–1776) skót filozófus és történész, a skót felvilágosodás fontos alakja. A brit empirizmus legradikálisabb képviselője, akinek filozófiájában megtalálható volt a szkepticizmus és a naturalizmus is. Nézetei inkább agnosztikusak, mintsem ateisztikusak.
- Karl Marx (1818–1883) német filozófus, szociológus, közgazdász, újságíró és forradalmár, a marxizmus alapítója. Szerinte a vallás a nép ópiuma.
- Mihail Bakunyin (1814–1876) orosz anarchista, filozófus.
- Ayn Rand (1905–1982) amerikai írónő és filozófus, a objektivizmus megalapítója.
- Jean-Paul Sartre (1905–1980) egzisztencialista filozófus. A sartre-i irányvonal jellegzetesen ateista ága volt az egzisztencializmusnak, fontos kérdés volt az isten nélküli világban való élet filozófiájának kidolgozása.
- Arthur Schopenhauer (1788–1860) filozófus, akihez viszont közel állt a buddhizmus.
- Bertrand Russell, (1872–1970) filozófus, agnosztikus abban az értelemben, hogy nincs Isten ellen bizonyítéka, azonban felettébb valószínűtlennek érezte a létezését, körülbelül úgy, ahogyan az olümposzi istenekkel kapcsolatban. Azt írta, hogy filozófiailag agnosztikus, de köznapi esetekben egyszerűen ateistának is mondta magát.
- Osho, Rajneesh Chandra Mohan Jain (1931–1990), Indiában és az Egyesült Államokban élő vallási vezető, akinek egyik könyve a God is Dead (Der Gott den es nicht gibt, ’Isten halott’), szándékosan Nietzschére utaló címet viseli, és egy istenbe vetett hit nélküli, szabad életről szól. A könyv többet mondó alcíme: Westliche Religion und die Lüge von Gott (A nyugati vallások és a hazugság istenről).
- Friedrich Nietzsche (1844–1900) német filozófus, költő, klasszika-filológus.

## Tudósok
- Julius Axelrod, Nobel-díjas (1970) biokémikus
- William Bateson, biológus
- Fred Hoyle, fizikus
- Sir Hermann Bondi, fizikus
- Subrahmanyan Chandrasekhar, Nobel-díjas (1983) indiai fizikus, csillagász
- William Kingdon Clifford, angol matematikus
- Vitalij Ginzburg, (1916–2009), orosz Nobel-díjas (2003) fizikus
- Peter Higgs, a Higgs-bozonok létezését felvető fizikus
- Julian Huxley, evolúciós biológus, humanista
- Frédéric Joliot-Curie, francia Nobel-díjas (1935) fizikus, Marie Curie veje
- Linus Pauling, kétszeres Nobel-díjas (kémia-: 1954; béke-: 1962) kémikus, író
- Ivan Petrovics Pavlov, orvos-biológus, a feltételes reflex felfedezője
- Alan Turing, angol matematikus, a számítástechnika úttörője (univerzális Turing-gép)
- James D. Watson, molekuláris biológus, a DNS társfelfedezője (Crickkel) orvostudományi Nobel-díj díjazottja (1962)
- Stephen Hawking, angol elméleti fizikus

## Írók
- Szatmári Sándor (1897–1974) magyar, Kazohinia
- Douglas Noël Adams (1952–2001) író
- Isaac Asimov (1920–1992), amerikai sci-fi-író
- Charles Bukowski (1920–1994), amerikai költő
- Arthur C. Clarke (1917–2008), amerikai sci-fi-író
- de Sade márki (1740–1814), francia író
- George Eliot (1819–1880), angol írónő
- Nadine Gordimer (1923–2014) Nobel-díjas írónő
- Robert Graves (1895–1985), angol költő, író
- Harry Harrison (1925–2012), sci-fi-író
- Robert A. Heinlein (1907–1988), amerikai sci-fi-író
- Pär Fabian Lagerkvist (1891–1974) Nobel-díjas író
- Philip Larkin (1922–1985) angol költő, poeta laureatus
- H. P. Lovecraft  (1890–1937) amerikai horror író
- George Orwell (1903–1950) angol író
- Harold Pinter (1936–2008), Nobel-díjas író (2005)
- Salman Rushdie (1947–) az iszlám egyik legnagyobb kritikusa
- José Saramago (1922–2010), Nobel-díjas író

### Külső hivatkozások
- Martinovics Ignác: Balázs Péter : Materializmus és politikum Martinovics Ignác francia nyelvű értekezésében, Világosság, 2007/10 (PDF)
- Martin Heideger: "The Basis of Heidegger’s Atheism" (PDF)
- Ernesto Che Guevara: Aleida Guevara: „Apám soha nem említette Istent”
- Nagy Imre:  Archiválva 2007. október 9-i dátummal a Wayback Machine-ben
- of nontheists az összes forrás itt található